# Isomer
Indenfor kemi beskriver betegnelsen isomer en af to eller flere kemiske forbindelser, der har samme molekylformel (grundstofindhold), men forskellig opbygning. Isomerer har således forskellige strukturformler. Mange isomerer har identiske eller lignende kemiske egenskaber, men de kan også være forskellige. Isomerer kan desuden have samme eller forskellige fysiske egenskaber.
Et eksempel er de tre isomerer som har molekylformlen C3H8O:
De tre strukturformler indeholder samme antal atomer, men atomerne er sat sammen på forskellige måder. Struktur I er en primær alkohol 1-propanol. Struktur II er også en alkohol, den er dog sekundær og hedder 2-propanol. Forskellen mellem de to strukturer er hvor på kulstofkæden alkoholgruppen (-OH) sidder.
Struktur III viser en helt anden kemisk forbindelse end de to første, nemlig en æter. Selvom denne kemiske forbindelse har samme grundstofindhold som de to førstnævnte har den vidt forskellig kemiske egenskaber, idet iltatomet er bundet til to kulstofatomer, og ikke et kulstof- og et brintatom.
Ikke alle kemiske forbindelser har isomerer. De med få atomer, har ofte ingen eller få isomerer, mens antallet at isomerer stiger hurtigt jo flere atomer der er.

## Typer af isomerer
Der findes to hovedtyper af isomerer, strukturisomerer og stereoisomerer. Eksemplet ovenover tilhører førstnævnte gruppe.
Stereoisomerer har samme molekylformel og samme bindingstruktur. Der hvor de adskiller sig fra hinanden er i den rumlige opbygning, og i modsætning til strukturisomerer kan det ofte være vanskeligt at se på to stereoisomerer at de er forskellige kemiske forbindelser.
Til denne gruppe hører enantiomerer, når to isomerer hinandens spejlbilleder, diastereomerer, når de ikke er, konformationsisomerer, som fremkommer ved rotation om kemiske bindinger og cis-trans isomerer, som er konformationsisomerer om bindinger der ikke kan roteres om.
I medicinalkemi, biokemi og madkemi spiller isomeri en vigtig rolle. F.eks. bruger naturen altid kun en enantiomer og ikke dens spejlbilledmolekyle. Enzymers substrat findes ofte i to spejlbilledformer, og enzymet kan kende forskel på to de to. Substratet skal ofte passe ned i en lomme i enzymet, og det er kun den ene form der passer. Det svarer til at prøve begge hænder i en handske der er beregnet til venstre hånd, kun venstre hånd passer ned i handsken.

### Historie
Isomeri blev opdaget i 1827, da den tyske kemiker Friedrich Wöhler fremstillede cyansyre (H-N=C=O), og blev klar over at selvom grundstofsammensætningen var identisk med fulminsyre (også kaldet knaldsyre, H-C=N-O) var de to stoffers egenskaber meget forskellige. Det var således en udfordring for datidens kemikere, da det var den generelle opfattelse at kemiske forbindelser kun kunne være forskellige, hvis de havde forskellig grundstofsammensætning. Yderligere opdagelser af samme karakter, som Woehlers opdagelse i 1828 af at urinstof har samme grundstofsammensætning som det kemisk meget forskellige ammoniumcyanat, førte til introduktionen af navnet isomeri til at beskrive fænomenet.
I 1848 lykkedes det Louis Pasteur at adskille krystaller af tartarsyre i stoffets to spejlbilledisomerer. Molekyler af de to former er henholdsvis højre og venstre optiske stereoisomerer, og vandige opløsninger af de to former roterer polariseret lys i modsatte retninger.